# Ґручно
Ґручно (пол. Gruczno) — село в Польщі, у гміні Швеці Свецького повіту Куявсько-Поморського воєводства.
Населення — 1409 осіб (2011).
У 1975-1998 роках село належало до Бидгощського воєводства.

## Демографія
Демографічна структура станом на 31 березня 2011 року:
|          | Загалом | Допрацездатний вік | Працездатний вік | Постпрацездатний вік |
| -------- | ------- | ------------------ | ---------------- | -------------------- |
| Чоловіки | 677     | 147                | 479              | 51                   |
| Жінки    | 732     | 155                | 443              | 134                  |
| Разом    | 1409    | 302                | 922              | 185                  |